# Варандей
Варанде́й — вахтовый посёлок на межселенной территории МО «Заполярный район» Ненецкого автономного округа, на побережье Печорского моря, населённый пункт (посёлок Варандей) официально закрытый в 2000 году. Административный центр упраздненного муниципального образования Варандейский сельсовет.

## История
Посёлок основан в первой половине 1930-х годов как база оседлости оленеводов. В начале 1970-х годов в период развития геологоразведочных работ посёлок стал базой Варандейской нефтегазоразведочной экспедиции. На берегу Баренцева моря появился посёлок Новый Варандей, население которого составляло до тысячи человек. В начале 1990-х море начало наступать на берег. В считанные месяцы оно стало угрозой жизни варандейцев. По просьбам жителей Варандея, Правительство Российской Федерации в 1993 году приняло решение о признании Варандея зоной стихийного бедствия. Жители старого и нового Варандея были переселены в Архангельск, Нарьян-Мар и село Красное.
Бывшие жители Старого Варандея через несколько лет начали возвращаться на родину. В 2009 году в посёлке жили 15 семей.

## Экономика
С 2000 по 2008 годы в Варандее действовал временный морской терминал с возможностью перекачки не более 1,5 млн тонн в год. В настоящее время Варандей — вахтовый посёлок при нефтяном терминале Лукойла мощностью 12 млн т нефти в год — используется для отгрузки нефти, добываемой в северной части Тимано-Печорской нефтегазоносной провинции. Непосредственно вблизи посёлка находятся месторождения нефти: им. Требса (Варкнавтское), Варандейское, Торавейское, Медынское, Тобойское, Мядсейское. Имеется аэропорт и морской порт.

### Перевалочная база проекта «Приразломное»
В пос. Варандей расположена перевалочная база проекта «Приразломное». Она используется для доставки вахтового персонала и грузов на морскую ледостойкую стационарную платформу «Приразломная». Вахтовый посёлок для временного размещения персонала рассчитан на 180 человек. Имеется аэропорт в 5 км северо-восточнее посёлка, в 2020 году вступил в строй вертодром «Арктический» в 3,5 км северо-восточнее посёлка.
Приразломное месторождение — единственное на сегодняшний день месторождение на арктическом шельфе России, где добыча нефти уже начата. Нефть нового российского сорта получила название ARCO (Arctic oil). Месторождение расположено на шельфе Печорского моря в 55 км к северу от посёлка Варандей. Приразломное открыто в 1989 году и содержит более 70 млн т извлекаемых запасов нефти. Лицензия на Приразломное месторождение принадлежит компании «Газпром нефть шельф. Архивировано из оригинала 31 декабря 2014 года.» (дочернее общество ОАО «Газпром нефть»).

### Варандейский терминал
Нефтяной терминал «Варандей» представляет собой стационарный морской ледостойкий отгрузочный причал построенный в 22-х километрах от порта Варандей, на глубине в 17 метров, причал соединяет с береговыми нефтяными резервуарами подводный дюкер, по которому перекачивается нефть. Отгрузочный причал — конструкция высотой более 50 м общим весом более 11 тыс. тонн и состоит из опорного основания с жилым модулем, швартово-грузового устройства со стрелой и вертолётной площадкой.
Терминал функционирует круглогодично, для работы в зимний период привлекаются ледокольные суда.
В частности, для обеспечения навигации зимой 2003—2004 года привлекался недавно приобретённый ледокол «Владимир Игнатюк».

### Сотовая связь
Операторы сотовой связи стандарта GSM: МТС, Билайн.

## Происшествия
- 16 марта 2005 в районе аэропорта Варандей потерпел катастрофу самолёт Ан-24, перевозивший нефтяников «Лукойла» на промыслы. Из 52 человек, находившихся на борту, погибли 28.

См. Катастрофа Ан-24 в посёлке Варандей.
- 11 марта 2006 года в 11 часов 15 минут в районе аэропорта Варандей потерпел катастрофу вертолёт Ми-8. На борту находилось 16 пассажиров и 3 члена экипажа; 1 человек погиб, 9 ранено. На борту вертолёта летели родственники людей, погибших в авиакатастрофе 2005 года.

См. Катастрофа Ми-8 в посёлке Варандей.
- 7 декабря 2014 года вертолёт Ми-8 потерпел катастрофу в Ненецком автономном округе примерно в 30 км от населенного пункта Варандей. Воздушное судно принадлежало «Архангельскому авиаотряду». В результате авиакатастрофы погибли бортмеханик и пассажир, ещё четыре человека получили тяжёлые травмы[10].

## Топографические карты
- Лист карты R-40-XXVII,XXVIII Варандей. Масштаб: 1 : 200 000. Указать дату выпуска/состояния местности.
- Лист карты R-40-XXIX,XXX Варандей. Масштаб: 1 : 200 000. Указать дату выпуска/состояния местности.